# Власовский сельсовет (Шатурский район)
Власовский сельсовет — упразднённая административно-территориальная единица, существовавшая на территории Шатурского района Московской области до 1977 года. Административным центром было село Власово.

## История
В 1921 году Власовский сельсовет находился в составе Лемешневской волости Орехово-Зуевского уезда Московской губернии. В 1923 году Лемешневская волость была переименована в Ленинскую. В 1926 году в сельсовет входило только одно село Власово.
В ходе реформы административно-территориального деления СССР в 1929 году Власовский сельсовет вошёл в состав Шатурского района Орехово-Зуевского округа Московской области. 23 июля 1930 года округа были упразднены.
10 июля 1933 года Власовский сельсовет был передан из упразднённого Шатурского района в Коробовский.
17 июля 1939 года территория Власовского сельсовета была передана Гармонихинскому сельсовету.
20 августа 1939 года сельсовет был передан во вновь образованный Кривандинский район.
17 апреля 1954 года административный центр Гармонихинского сельсовета перенесён в село Власово, а сельсовет переименован во Власовский.
11 октября 1956 года после упразднения Кривандинского района сельсовет передан вновь образованному Шатурскому району.
1 февраля 1963 года в ходе реформы административно-территориального деления Шатурский район был упразднён, а его сельская территория (сельсоветы) включена в состав вновь образованного Егорьевского укрупнённого сельского района.
11 января 1965 года Егорьевский укрупнённый сельский район был расформирован, а на его месте были восстановлены Егорьевский и Шатурский районы. Власовский сельсовет вновь вошёл в состав Шатурского района.
К началу 1977 года в составе сельсовета находились деревни Гармониха, Семеновская, Лемёшино и село Власово.
14 марта 1977 года Власовский сельсовет был упразднён, а его территория включена в состав Бордуковского сельсовета.